# James Leonard Luteyn
James Leonard Luteyn (n. 1948) es un botánico y explorador estadounidense.
En 1975 defendió su doctorado en la Universidad de Duke.
De 1975 a 1981, fue curador asociado del JBNY, curador de 1981 a 1989, cuardor senior, de 1989 a la actualidad, y del "Mary Flagler Cary".
Trabaja para el "Jardín Botánico de Nueva York", en sistemática de la flora neotropical montana; en especial de Ericaceae , y ha explorado, recolectando extensamente en áreas montañosas de México, América Central, y Sudamérica, particularmente de los Andes: Venezuela, Colombia, Ecuador, Perú y Bolivia.
Es profesor adjunto, del Colegio Lehman, CUNY, de 1976- .

## Honores
Fue editor asociado de Brittonia entre 1976 a 1982; y de Flora Neotropica de 1979 a 1983, coeditor de 1984 a 1990 , y editor de 1991 a 2001. También editor asociado de Taxon de 1987 a 1990.
Pertenece al Grupo Editor del JBNY de 1987- , Flora of Ecuador de 1991-, Caldasia de 1998-, Acta Botanica Venezuelica de 1998-.
Es miembro de American Society of Plant Taxonomists; Botanical Society of America; International Association for Plant Taxonomy, Asociación Latinoamericana de Botánica, Organization for Flora Neotropica.

## Publicaciones
- james l. Luteyn. 1983. "Ericaceae--Part I. Cavendishia." Flora Neotropica Monogr. Vol. 35.
- -----------------------. 1989. "Speciation and diversity of Ericaceae in neotropical montane vegetation." Pp. 297-310. In: L.B. Holm-Nielsen, I. Nielsen & H. Balslev (eds.), Tropical Forests: Botanical dynamics, speciation & diversity. Academic Press, Londres
- -----------------------. (ed.) 1995. "Ericaceae--Part II. The Superior- Ovaried Genera." Flora Neotropica Monogr. Vol. 66.
- -----------------------. 1996. "Ericaceae." In: Flora of Ecuador. Vol.54.
- -----------------------. "Páramos: a Checklist of Plant Diversity, Geographical Distribution, and Botanical Literature." Mem. New York Bot. Gard. Vol. 84.
- william Burger, james leonard Luteyn, robert l. Wilbur. 2004. "Flora Costaricensis: 'Ericaceae'. Fieldiana: Botany. Volumen 172 de Flora Costaricensis. 107 pp.

- La abreviatura «Luteyn» se emplea para indicar a James Leonard Luteyn como autoridad en la descripción y clasificación científica de los vegetales.[1]